# Grand Théâtre de Tours
Résidence
Le Grand Théâtre de Tours est un bâtiment municipal classé monument historique situé rue de la Scellerie à Tours dans le Vieux-Tours. Doté d'une salle de spectacle de plus de neuf cents places, il est le siège de l'Opéra de Tours qui dispose d'un chœur permanent et abrite aussi l’Orchestre symphonique région Centre-Val de Loire-Tours.

## Historique
Le Grand Théâtre de Tours est construit sur l'ancienne église des Cordeliers. Dès 1796, cette église est convertie en théâtre de 800 places par un particulier, le citoyen Bûcheron. En 1867, la salle est rachetée par la municipalité qui la fait démolir et remplacer par un nouvel ensemble  conçu par l'architecte Léon Rohard. Les sculptures de la façade sont de Frédéric-Charles Combarieu. L'inauguration a lieu le 8 août 1872.
En 1883, un incendie détruit une grande partie de l'édifice (seuls la façade et les quatre murs subsistent). Jean-Marie Hardion, architecte, est choisi pour entreprendre la reconstruction, puis remplacé par Stanislas Loison. La décoration est confiée à Georges Clairin. Ce second et actuel théâtre est finalement inauguré en 1889. Son architecture reflète l'infuence de Charles Garnier, dont l'Opéra de Paris avait été inauguré en 1875. 
D'une capacité de 950 places, le Grand Théâtre de Tours a été dirigé par Jean-Yves Ossonce de 1999 à fin 2015.
De 2016 à 2020, l’Opéra de Tours et l’Orchestre Symphonique Région Centre-Val de Loire sont placés sous la direction de Benjamin Pionnier, remplacé par Laurent Campellone en septembre 2020.
Le théâtre est inscrit au titre des Monuments historiques par arrêté d'inscription du 3 juin 1994.Le vestibule, le grand escalier, la salle de spectacle et le foyer du public sont classés par arrêté du 3 février 2000. Le théâtre en totalité est classé par arrêté du 12 décembre 2023.

## Architecture et décoration
Le Grand Théâtre de Tours est un théâtre à l'italienne.

### Façade

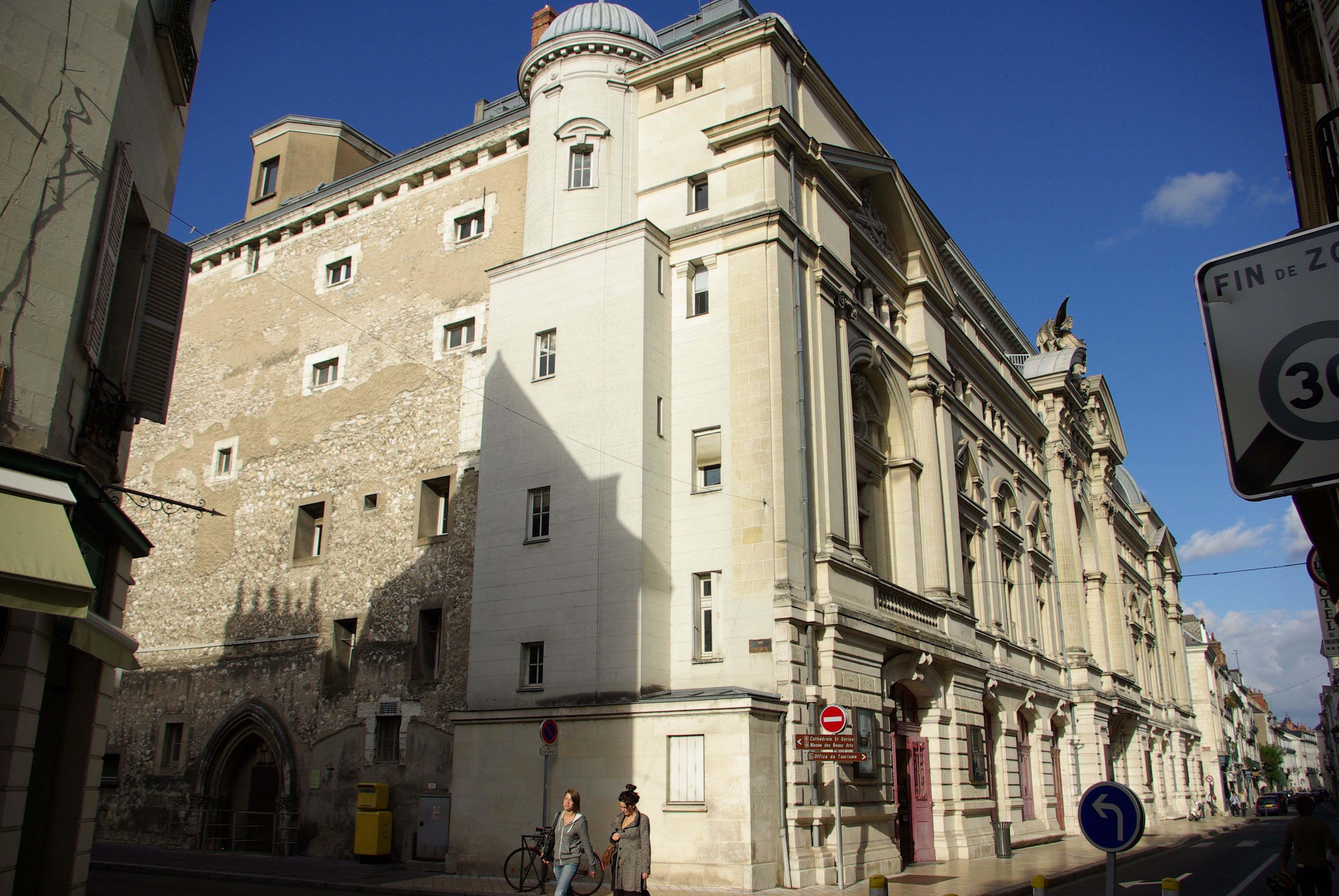
Vue de l'ouest.
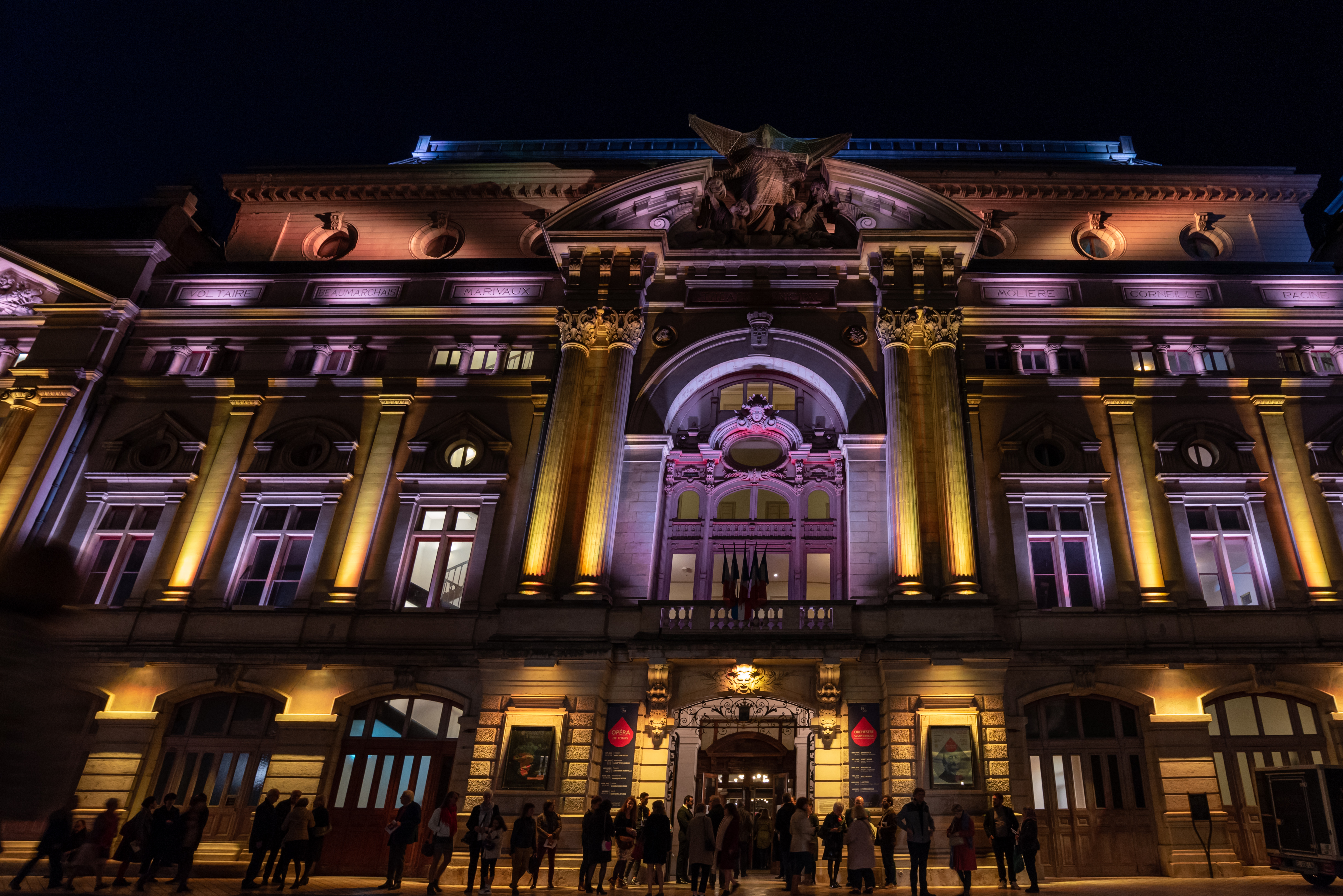
Façade du théâtre dans le cadre du « Parcours Lumière ».
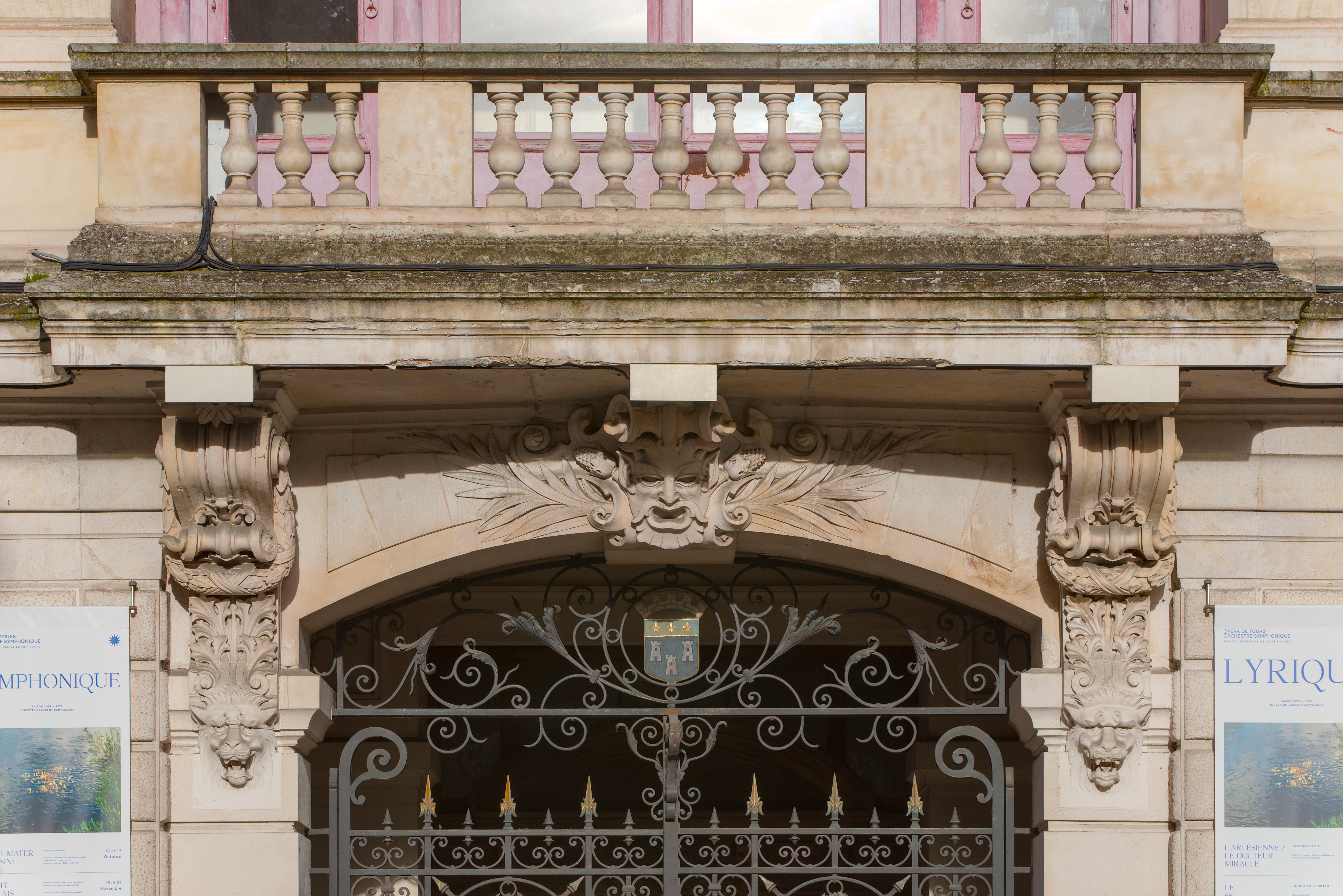
Détail de la façade principale.
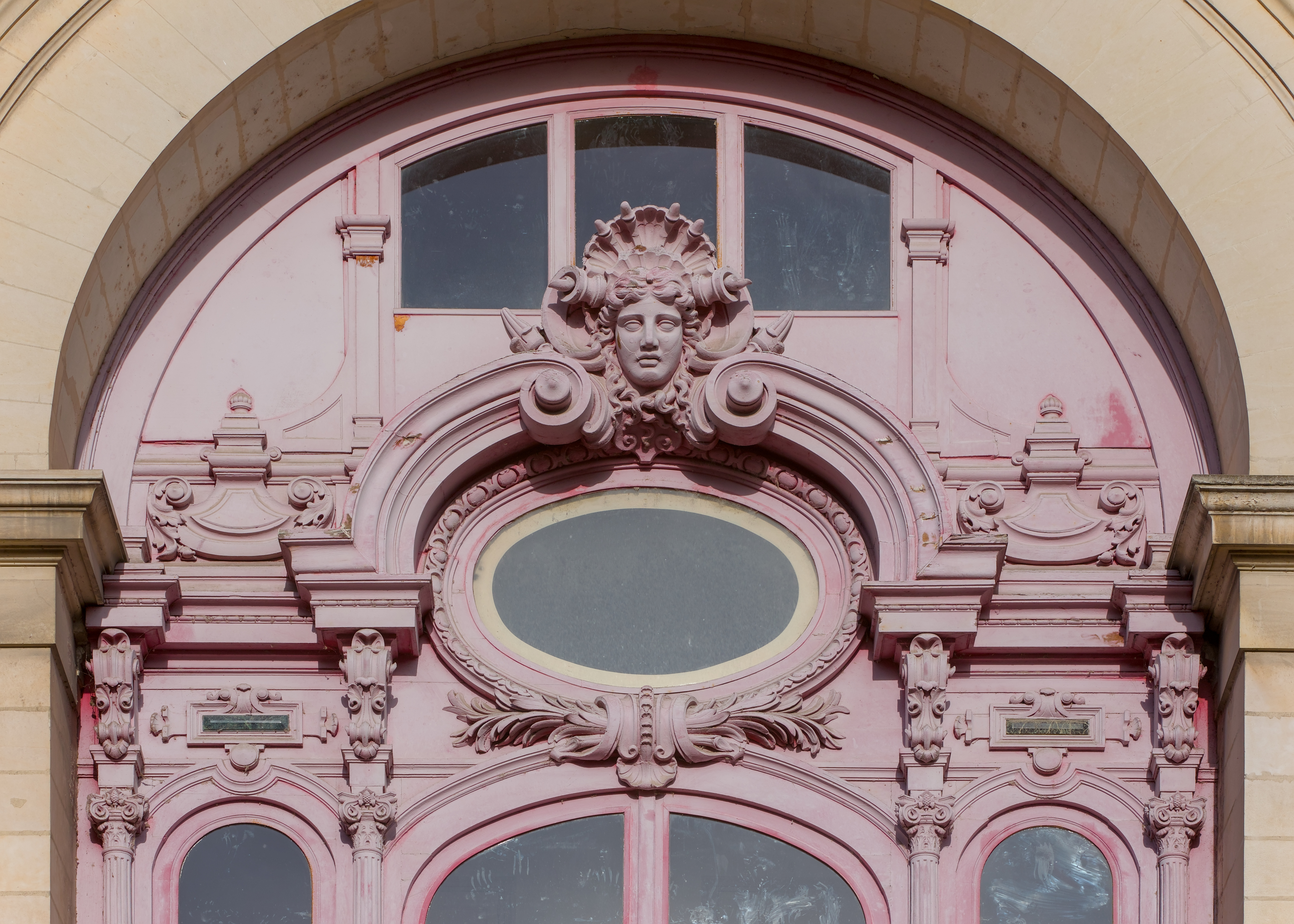
Détail de la façade principale.
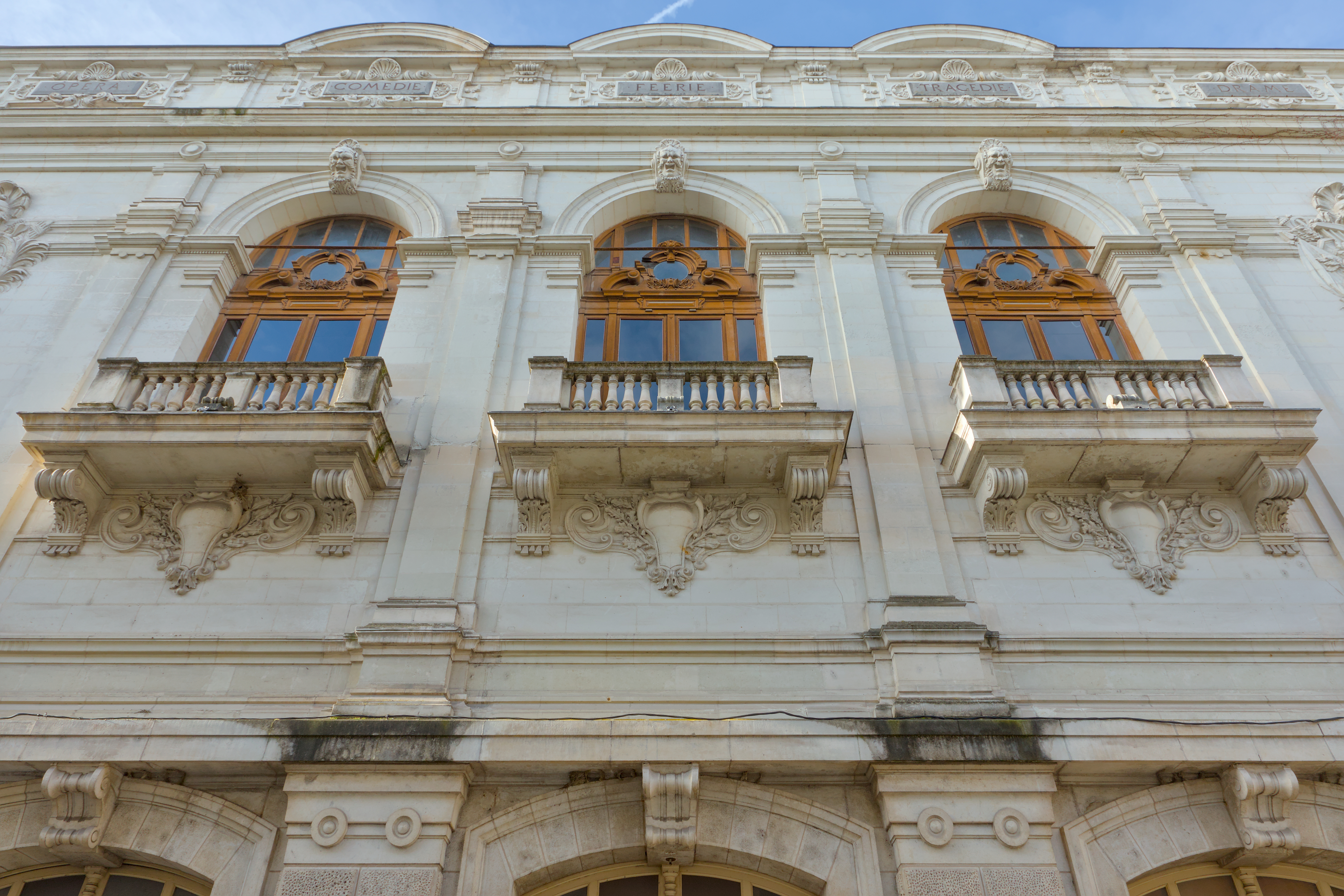
La façade Est.

### Intérieur

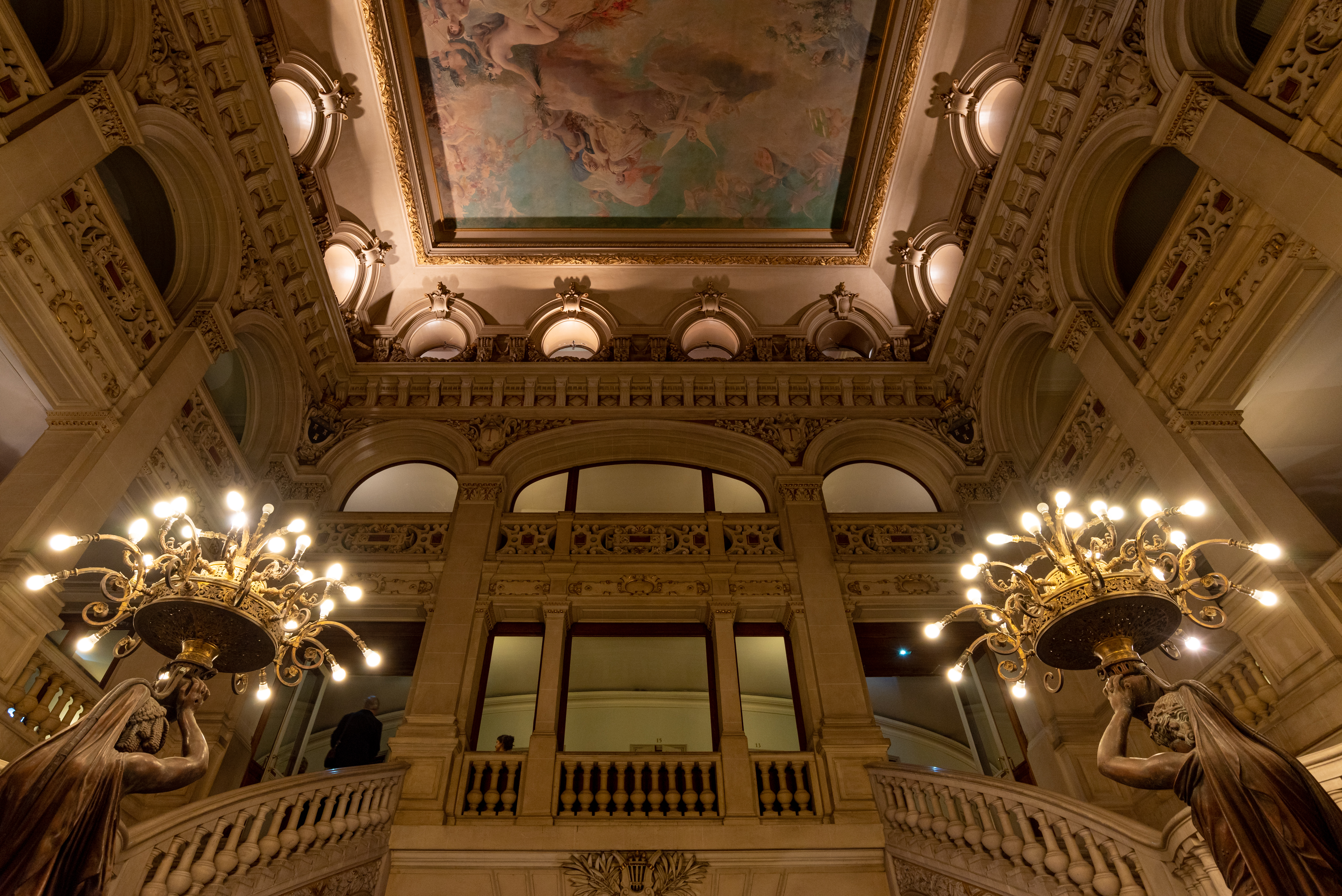
Escalier : décor de Georges Clairin représentant une scène de théâtre au Moyen Âge, le Cardinal du Bellay présentant François Rabelais à François Ier et les Gloires de la Touraine. Une esquisse de ce décor a été achetée par le musée des Beaux-arts de Tours en novembre 2017.
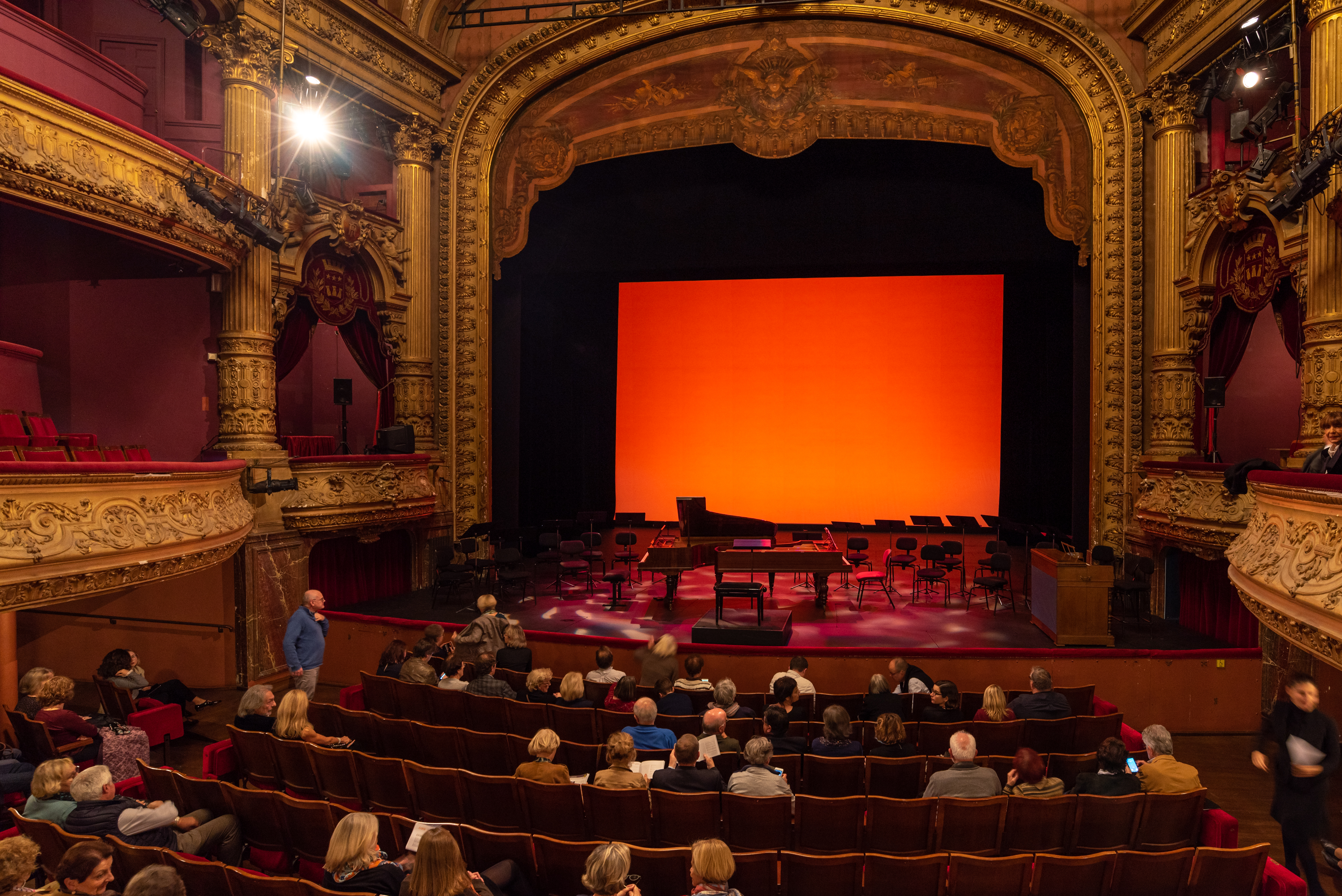
Intérieur de la salle.
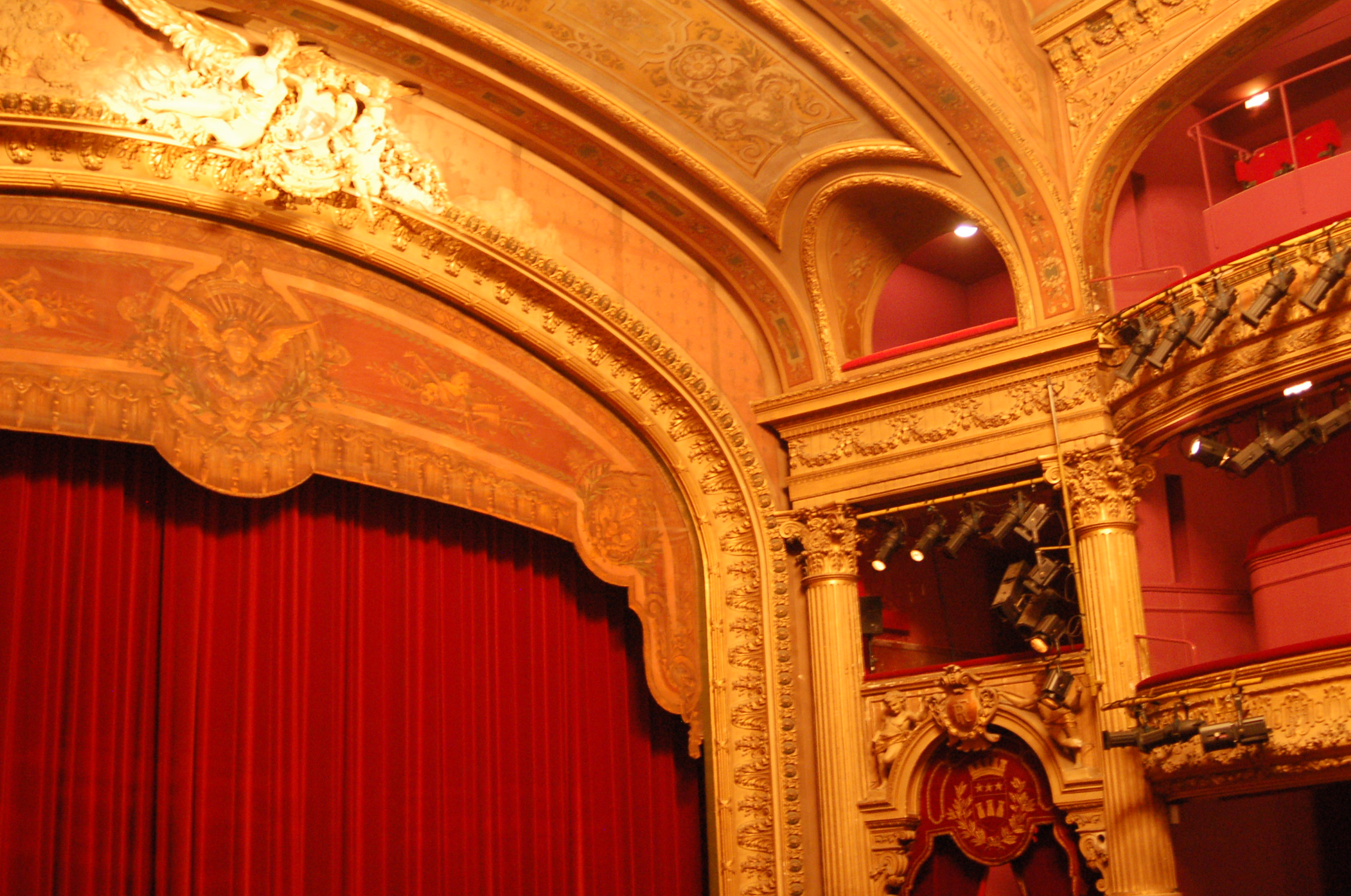
Détail de l'intérieur de la salle.